# أناتولي روزنفيلد
أناتولي روزنفيلد (بالألمانية: Anatol Rosenfeld)‏ هو مؤلف وفيلسوف وصحفي وكاتب وأستاذ جامعي ألماني وبرازيلي، ولد في 28 أغسطس 1912 في برلين في ألمانيا، وتوفي في 1973 في ساو باولو في البرازيل.